# Sport à l'île de Man

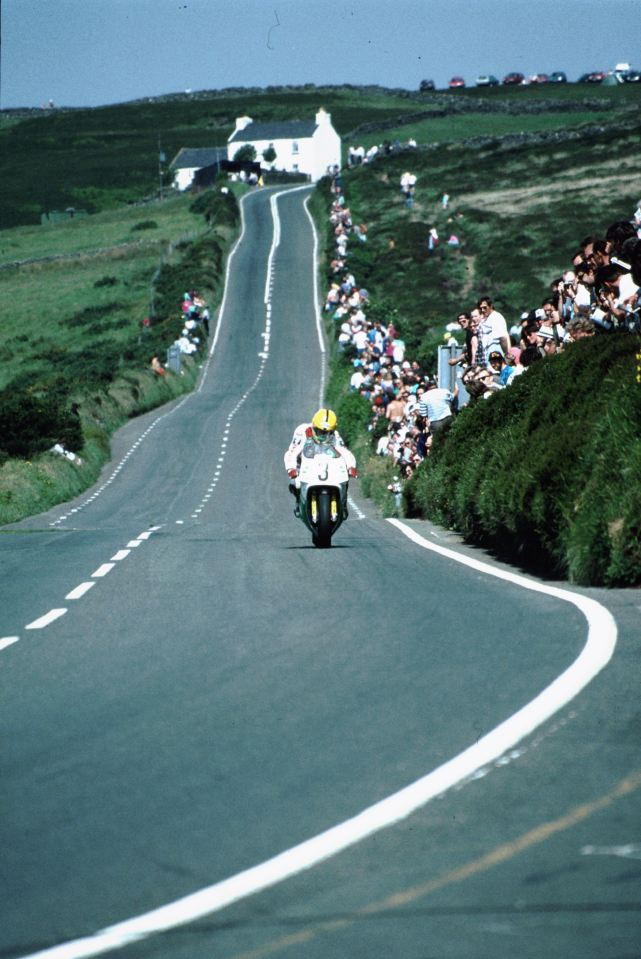
Joey Dunlop sur sa moto dans les environs de Creg ny Baa.

L’île de Man est un pays de petite taille. Le sport y joue pourtant un rôle social important et de nombreux sportifs mannois ont fait connaître leur île grâce à leur talent. L'événement sportif le plus connu sur Man est la course annuelle de motos connue sous le nom de Tourist Trophy de l'île de Man.
Les Mannois pratiquent pourtant de nombreuses autres activités sportives, l’archipel étant représenté aux Jeux du Commonwealth ainsi qu’aux Jeux des îles.
Le présent article propose un état des pratiques sportives sur l’île de Man aujourd’hui.

## Sport international
L’île de Man accueillera les 4e Jeux de la Jeunesse du Commonwealth en 2011. Cette version réduite des Jeux du Commonwealth a connu sa première édition à Édimbourg en 2000. L'édition de 2004 a eu lieu à Bendigo (Australie) et celle de 2008 est prévue à Pune (Inde).
Man a également accueilli la première édition des Jeux des îles, en 1985, puis la neuvième édition, en 2001. Ces jeux sont une compétition multi-sports organisée par l'International Island Games Association (IGA) tous les deux ans.
Enfin, le grand événement sportif de l'île, et dont la renommée est mondiale, est la Tourist Trophy, une course de motos qui a lieu tous les ans lors de la première semaine de juin. Cette course, créée en 1907, a le circuit le plus dangereux au monde. Il a causé la mort de 220 pilotes (en course ou aux essais), si l'on réunit les deux compétitions qui s'y déroulent : le Tourist Trophy et le Manx Grand Prix.

## Cyclisme

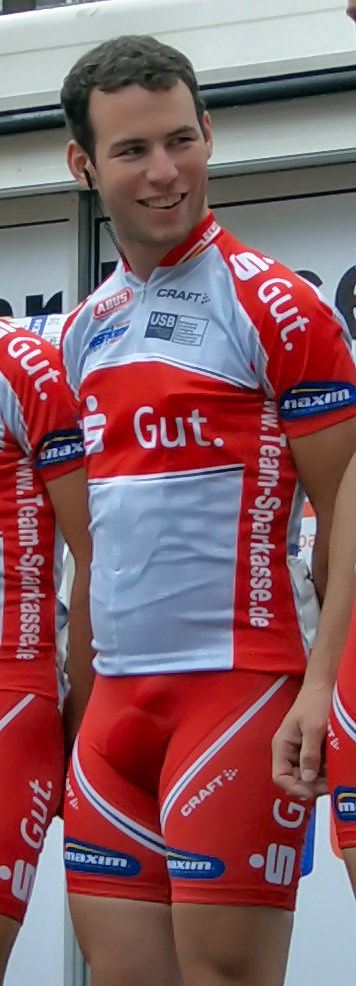
Mark Cavendish lors d'une course cycliste à Bochum (Allemagne).

### Pistes cyclables mannoises
Man compte six pistes cyclables qui traversent les principaux sites touristiques de l'île. Elles sont repérables grâce à une signalisation appropriée. Les Mannois utilisent beaucoup la bicyclette et de nombreux clubs se sont formés, réunissant les adeptes de ce moyen de locomotion qui est idéal pour une île de faible superficie comme Man. Les six pistes de l'île sont les suivantes :
1. Piste dite de Douglas. 43 kilomètres. Traverse Onchan et Crogga.
2. Piste dite de Castletown. 20 kilomètres. Traverse Ballasalla et St Mark's.
3. Piste dite de Port Erin. 23 kilomètres. Traverse Port Saint Mary et permet une extension jusqu'au Calf of Man.
4. Piste dite de Peel. 16 kilomètres. Traverse le village de St John's.
5. Piste dite de Ramsey. 26 kilomètres. Permet une extension jusqu'à la pointe d'Ayre.
6. Piste dite de Laxey. 10 kilomètres. Permet un détour jusqu'à la Roue de Laxey (Laxey Wheel).

### Mark Cavendish, cycliste mannois
Le cyclisme professionnel compte aussi ses adeptes et l'île de Man compte un coureur cycliste renommé en la personne de Mark Cavendish (né en 1985). Le jeune coureur s'est fait connaître du grand public en remportant la Course à l'américaine (une course sur piste), à l'occasion des Championnats du monde à Los Angeles. Cavendish a également remporté la médaille d'or aux Jeux du Commonwealth en 2006, ainsi qu'une course de scratch de quatre-vingts tours de piste à Melbourne la même année. Il court aujourd'hui pour la Omega Pharma-Quick Step et a marqué le Tour de France 2008 en remportant quatre victoires d'étape. Il a aussi énormément marqué les esprits lors du Tour de France 2009 en remportant 6 victoires d'étapes, un record ! "The man of Man", comme le surnomment les journalistes français, a poursuivi sa moisson de victoires en enlevant à chaque fois cinq bouquets sur les Tours 2010 et 2011. Meilleur sprinter du Tour 2011, il est le seul coureur à avoir réalisé l'exploit de remporter quatre fois d'affilée la dernière étape du Tour de France, sur les Champs Élysées (en 2009, 2010, 2011 et 2012). Enfin, il se distingue également sur les courses d'un jour comme en témoignent ses succès lors de Milan San Remo 2009 et de la course en ligne des championnats du monde 2011. Aujourd'hui, il est considéré comme le sprinter le plus rapide de la planète. Depuis le 3 juillet 2024, Cavendish est le détenteur du record du plus grand nombre de victoires d'étapes sur le Tour de France.

## Cammag
Le cammag, similaire au hurling irlandais, a pratiquement disparu. Toutefois, les Mannois tentent de le faire revivre.

## Rugby
L’île de Man compte de nombreux clubs de rugby à XV qui prennent part aux compétitions organisées par la Fédération anglaise. Les clubs les plus réputés sur l'île sont le Douglas Rugby U. F. Club, le Castletown Rugby U. F. Club, le Southern Nomads Rugby U. F. Club, and les Vagabonds Rugby U. F. Club.

## Football
Le football est un sport très populaire sur l'île de Man. La Fédération mannoise de football organise un championnat de football qui met aux prises 27 clubs répartis en deux divisions. Il existe une équipe nationale, bien qu'elle ne prenne pas part aux tournois organisés par l'UEFA et la FIFA.
Les joueurs de moins de 18 ans participent à une compétition organisée par la Fédération anglaise de football appelée la FA County Youth Cup, mettant aux prises de nombreuses équipes du Royaume-Uni.

## Échecs
Aux échecs : le tournoi Monarch Assurance International Chess se tint à Port Erin chaque année en septembre–octobre de 1992 à 2007. Depuis 2014, un très fort tournoi open a lieu à Douglas.
Depuis 2019, le tournoi Grand Suisse à lieu tous les deux ans. Il se joue en 11 rondes et les deux premiers à la fin sont qualifiés pour le tournoi des candidats.

## Autres sports
- Basket-ball : également joué dans l’archipel.
- Go : le jeu de société fait l’objet d’une compétition sur l’île tous les deux ans.